# 포르피리오 디아스
호세 데 라 크루스 포르피리오 디아스 모리(스페인어: José de la Cruz Porfirio Díaz Mori, 1830년 9월 15일 ~ 1915년 7월 2일)는 멕시코의 대통령으로 1876년에서 1880년 사이와 1884년에서 1911년 사이에 재임하였다. 포르피리오 디아스는 멕시코 혁명으로 쫓겨나기까지 최고 실권자로 재임 하면서 모든 민중운동을 탄압했다. 그가 멕시코를 통치한 시대를 '포르피리아토'(Porfiriato)라고 한다.

## 젊은 시절

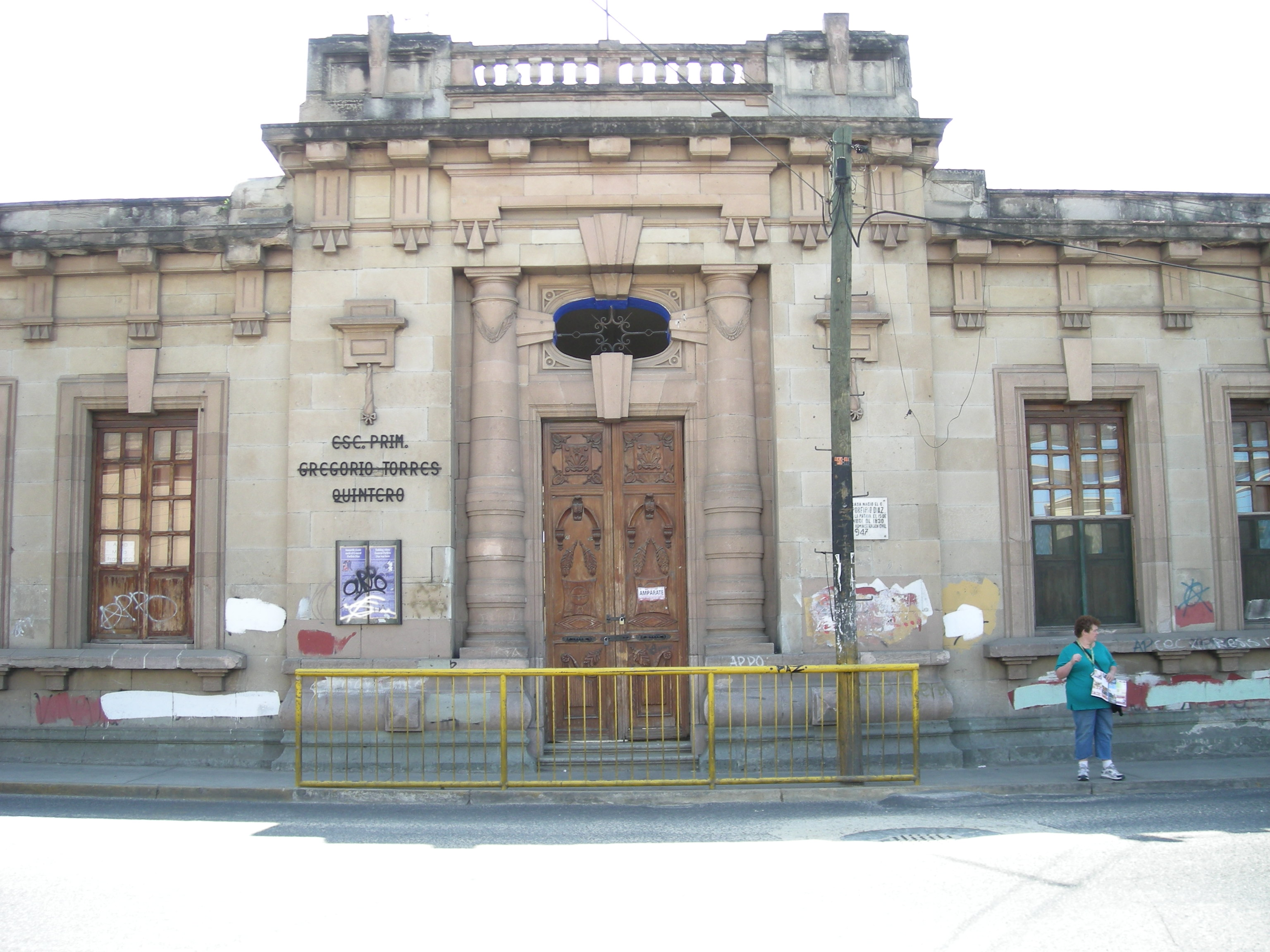
오아하카에 있는 디아스의 출생지. 현재 초등학교

포르피리오 디아스는 1830년 9월 5일에 오아하카주의 오아하카에서 원주민 어머니와 크리오요 아버지의 아들로 태어났다. 그의 아버지 호세 데 라 크루스는 기품있는 여관주인이었으며 아들이 유아였을 때 죽었다.
디아스는 그의 어머니, 마리아 페트로나 모리 코르테스가 세미나리오 콘실리아로 그를 보냈을 때 15살의 나이로 로마 가톨릭교회에서 시작했다. 1850년, 자유주의자 베니토 후아레스에 영감을 받은, 고추 디아스는 과학 연구소 (Instituto de Ciencias)에 입학해 상당한 시간을 법을 공부하며 보냈다. 그러나, 디아스의 삶은 1846년 미국과의 전쟁 발발로 군대에 입대하기로 결심했을 때, 예상치 못한 전환을 맞게 되었다. 많은 다른 직업을 경험한, 디아스는 1855년 천직을 발견하면서 소생한 안토니오 로페스 데 산타 안나와 싸우던 자유주의 게릴라 일단에 합류했다. 이렇게, 군인으로서 그의 삶이 시작했다.

## 반란과 집권
포르피리오 디아스는 1862년 5월 푸에블라에서 벌어진 프랑스와의 전투에 참가한 뒤 5년 동안 전투를 계속하였다. 프랑스의 지원을 받던 막스밀리언이 프랑스의 패배와 함께 물러나게 되고 공화파 정부가 다시 들어선 1867년까지 그는 유능한 군인이었다. 프랑스 군대와의 전쟁이 매듭지어지자 베니토 후아레스는 경제 ∙ 정치적 혼란을 수습하면서 군대를 축소시켰다.9만의 군대는 한꺼번에 2만 명으로 감소되었다. 실업군인들은 농촌이나 도시에서 무기를 소지한 채 많은 피해를 주고 있었다. 이들은 국내의 각지에서 갱이 되어 몸값을 요구하는 유괴나 폭행을 행하고 마을이나 농장을 약탈하였다. 이 때 디아스는 1867년 호헌파의 대통령 후보에 추대되었지만, 이 선거에서 후아레스에게 참패를 당했다. 1871년 6월에도 대선에 나오지만 역시 후아레스에게 패배했다. 그러나 후아레스는 돌연 1872년 7월 18일 심장마비로 사망하였고 최고장관이었던 레르도가 헌법에 의거하여 대통령직을 계승하였으며, 곧 이어 대통령에 취임하였다.
1876년 레르도가 재선의 의지를 밝히고 법원과 갈등을 빚는 틈을 타서 포르피리오 디아스는 반란을 일으킨다. 그는 테코아쿠에서 레르도의 군대를 대파하고 11월 21일 레르도는 수도를 버리고 아카풀코로 달아났고 이 날 디아스는 수도에 개선하여 그대로 임시 대통령이 되었으며, 1877년 4월 1일 의회는 포르피리오 디아스를 대통령으로 선언하였다. 그는 "불쌍한 멕시코여! 신은 멀리 있는데 미국과는 너무 가깝도다!"(스페인어: ¡Pobre México! ¡Tan lejos de Dios y tan cerca de los Estados Unidos!)라는 명언을 남긴 것으로 유명하다.

## 친 가톨릭 정책
그는 쿠데타로 대통령이 된후 베니토 후아레스와 진보파에 의해 추방된 예수회를 다시 불러들였다. 망명을 갔던 가톨릭 교회 대주교는 디아스의 결혼식을 주례하러 돌아왔고 이 대주교가 1891년 죽자 디아스는 장례식에 참석하였다. 진보파들은 이런 멕시코 새헌법을 무시하는 그의 친가톨릭 정책에 항의했다. 가톨릭과 손잡은 디아스의 권력이 강화되면서 국회내의 야당도 차츰 위력을 잃었다. 야당 의원들은 위협을 받든지, 아니면 부정선거로 낙선하고, 국회 내에는 디아스 정부에 대한 충성파로만 가득차게 되었다. 대통령의 친척이나 부하들이 국회를 채웠고, 고향동료들이 정부와 관청의 높은 직책을 차지하였다. 이후 자유적 보수주의자와 가톨릭 교회의 지지를 받아 디아스는 7번씩이나 재당선하여 30년동안 멕시코를 통치했다.

## 같이 보기
- 멕시코의 국가원수 목록
- 멕시코 혁명
- 에밀리아노 사파타
- 멕시코의 역사